# مهرجان الزنتان
مهرجان الزنتان هو مهرجان سنوي يعقد في مدينة الزنتان الليبية في شهر ديسمبر من كل عام، وتشمل فعالياته عقد العديد من النشاطات الفنية والثقافية وعروض الفروسية. بدأ لأول مرة في العام 2009.

## النسخة الأولى
انطلقت يوم الأحد 1 نوفمبر 2009 فعاليات مهرجان الزنتان الثقافي السياحي الأول الذي احتضنه نادي المجاهد سالم بن عبد النبي للفروسية وسط حضور مكثف من المهتمين والمتابعين للحركة الثقافية السياحية، حيث ألقيت الكلمات الترحيبية بالضيوف واثنت على الجهود المبذولة لاجل انجاح المهرجان والتعريف بالموروث الثقافي والمدن التاريخية بالمنطقة.
والقيت العديد من القصائد الشعرية بعد ذلك توجه الحاضرون الي افتتاح المعارض التراثية والمقتنيات الشعبية داخل بيوت الشعر والخيام بالإضافة الي افتتاح معرض الكتاب والصور والفنون التشكلية ومعرض لتاريخ وأسماء المعارك التي ساهمت فيها وخاضتها قبيلة الزنتان ضد الغزاة الإيطالين من سنة -1911 1931وبمشاركة شركة اسوا للهندسة والإنشاءات وعرض لمناشط للجنة الوطنية للعمل التطوعي الشبابي وجمعية الإخلاص لرعاية الأيتام والجمعية الوطنية لرعاية الشباب كما كان لفوج كشاف الزنتان عرض رائع تمثل في اقامة مخيم نموذجي داخل ساحة العرض وتلاصقت العروض في بيوت الشعر منها لوحة امنارة ذويب للعلوم الشرعية ولوحة الفرسان المتمثلة في نادي فرسان الزنتان وشهداء القواليش ونادي الشروق بالزنتان هذا واستمر المهرجان في الفترة المسائية بزيارة للمواقع التاريخية وعرض للخيول الاصيلة والتي زينت الفضاء الفسيح لموقع المهرجان وشهدت الفترة الليلية حفل فني ساهر احيته فرقة أبناء الزنتان كما حظي الجانب الثقافي بالاهتمام فعقدت الندوات والمحاضرات حول تاريخ الجهادي للزنتان ويستمر المهرجان ليومين علي التوالي وقد اكد مدير المهرجان اهتمام الاهالي بهذا المهرجان الأول والذي سيكون بادرة حسنة وسنة حميدة يتجدد كل عام 	
وتتضمن فعاليات المهرجان: (مسابقة القرآن الكريم وندوات ومحاضرات وعروض الفروسية ومعرض الكتاب وعروض رياضية ومعرض المقتنيات الشعبية ومعرض الفنون التشكيلية وأمسية شعرية وحفل فني ساهر).

## النسخة السادسة
انطلق مهرجان الزنتان في نسخته السادسة تحت شعار "الأصالة تصنع السلام "، يوم 15 نوفمبر 2018 ويستمر لمدة يومين بحضور رئيس الهيئة العامة للثقافة حسن اونيس وعدد من الضيوف والمهتمين بالشأن الثقافي والصحفيين، وضيوف من تونس والجزائر، وتضمنت فعاليات المهرجان معرضاً للأشغال اليدوية التقليدية، ومعرض للفن التشكيلي، وأمسيات شعرية، وعروض للفروسية، وعدد من المعارض التراثية والفنية المعنية بالتراث والموروث الثقافي تعكس الحياة في مدينة الزنتان وما تزخر به من طبيعة وتراث ثقافي.